# Fiat 131
La Fiat 131 Mirafiori est un modèle d'automobile de milieu de gamme produit par le constructeur italien Fiat à partir de 1974 en Italie et dans plusieurs de ses filiales étrangères.

## L'histoire
La Fiat 131 Mirafiori a été présentée au Salon de l'automobile de Turin à l'automne 1974. C'était une période très difficile pour l'économie de tous les pays européens et les constructeurs automobiles en particulier devaient faire face au premier choc pétrolier qui faisait suite à la guerre du Kippour d'octobre 1973, a fait tripler le prix du pétrole et condamné de fait les automobiles de grosse cylindrée ainsi que toutes celles qui avaient une consommation excessive, comme les voitures sportives. La forte hausse des prix des matières premières avait été la cause d'une inflation galopante suivie de grèves générales (en Italie) avec le blocage des usines Fiat pendant 40 jours.
L'allongement des délais de livraison pénalisa fortement Fiat qui n'avait pas de moteurs diesel à proposer sur ses voitures. Les rares constructeurs comme Peugeot purent ainsi augmenter fortement leurs ventes en Italie.
C'est dans un contexte économique délicat que Fiat travaillait sur ce nouveau projet qui devait remplacer une pièce essentielle de sa gamme, la Fiat 124, voiture fiable et robuste ayant fait ses preuves et qui avait même été choisie par les dirigeants de l'URSS pour motoriser le pays avec la création d'AvtoVAZ / Lada. 
Bien que le projet de base soit déjà prêt à être lancé en fabrication, Fiat dut l'adapter au contexte et renoncer à ses célèbres moteurs à double arbre à cames en tête, de même qu'aux versions sportives de type Coupé et Spider désormais jugées frivoles et bien moins acceptées par la clientèle – même si elles avaient fait le grand succès du modèle Fiat 124. Fiat reprit donc son projet pour offrir toujours une grande robustesse, un véritable confort, des finitions soignées et une sécurité importante, point qui allait devenir le principal atout de la Fiat 131 face à ses concurrentes. Son slogan de lancement était : « La Fiat 131, conçue pour que vous la gardiez 10 ans ».

## Les différentes séries

### La1resérie

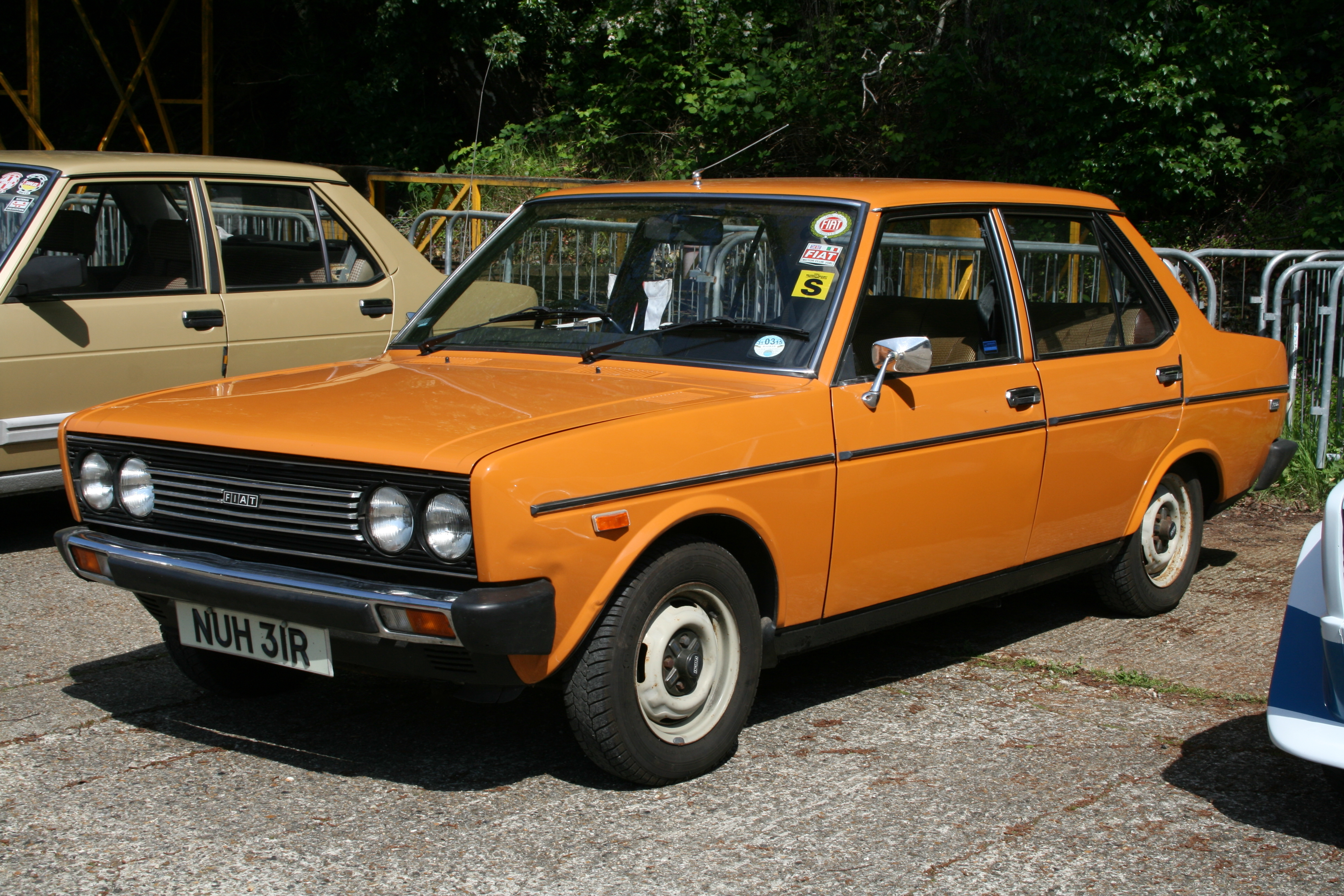
Fiat 131 S Mirafiori (1re série)

La première série de la Fiat 131 Mirafiori a été présentée en septembre 1974. Pour la première fois, Fiat ne baptisait pas ses modèles d'un simple numéro mais lui accolait le nom de l'usine où elle était produite, l'usine géante de Mirafiori, dans la banlieue de Turin. 
L'architecture de la 131, bien que traditionnelle, est entièrement nouvelle, avec un moteur placé longitudinalement à l'avant et une transmission aux roues arrière. Par rapport à la Fiat 124, dont l'habitacle restait encore plus spacieux que celui de ses concurrentes les plus récentes, Fiat décide d'allonger l'empattement pour augmenter le volume de l'habitacle.
Dès son lancement, la gamme comporte pas moins de 12 versions, chose jamais vue auparavant. La palette de moteurs est constituée d'un 1 297 cm3 de 65 ch et d'un 1 585 cm3 de 75 ch, tous deux à simple arbre à cames.

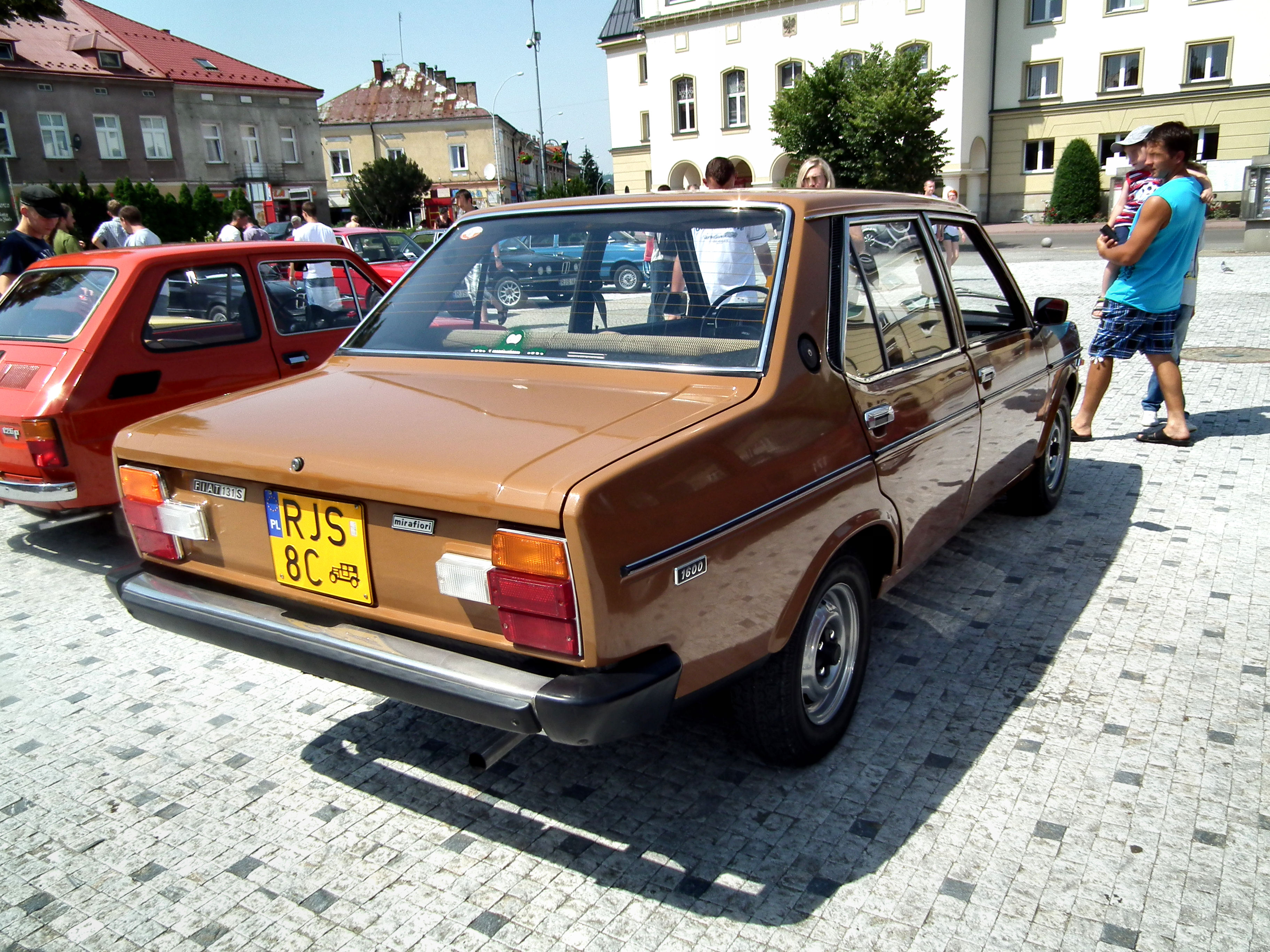
Fiat 131 S Mirafiori 1re série avec sa découpe particulière des feux arrière

La gamme est articulée sur la base de deux niveaux de finition, la 131 Mirafiori – avec des phares rectangulaires et des flancs sans baguettes – et la 131 Mirafiori Special, avec doubles optiques rondes, de fines baguettes latérales, des jantes différentes dites "spéciales", et une finition intérieure très soignée avec un niveau d'équipement complet.
 
La gamme comprend dès l'origine 3 carrosseries : 
- berline 2 portes,
- berline 4 portes,
- Familiale (break) baptisée "Station Wagon".

Les versions à 2 portes ont été créées spécialement pour les marchés d'Europe du Nord, très friands de ce type de carrosserie.
La sécurité passive est particulièrement élevée, d'un niveau jamais atteint auparavant par un modèle européen. Selon les crash-tests, la Fiat 131 était une des voitures les plus sûres, au point que seuls les pare-chocs furent modifiés pour la mise aux normes de sécurité des États-Unis, où elle a été aisément homologuée. En Amérique du Nord, elle est commercialisée sous le nom de Fiat 131 Brava. 
La version américaine a servi de test pour une motorisation hybride (1 moteur essence + 1 moteur électrique), présentée au Salon de Detroit en 1979 mais cette version n'a pas dépassé le stade du prototype.

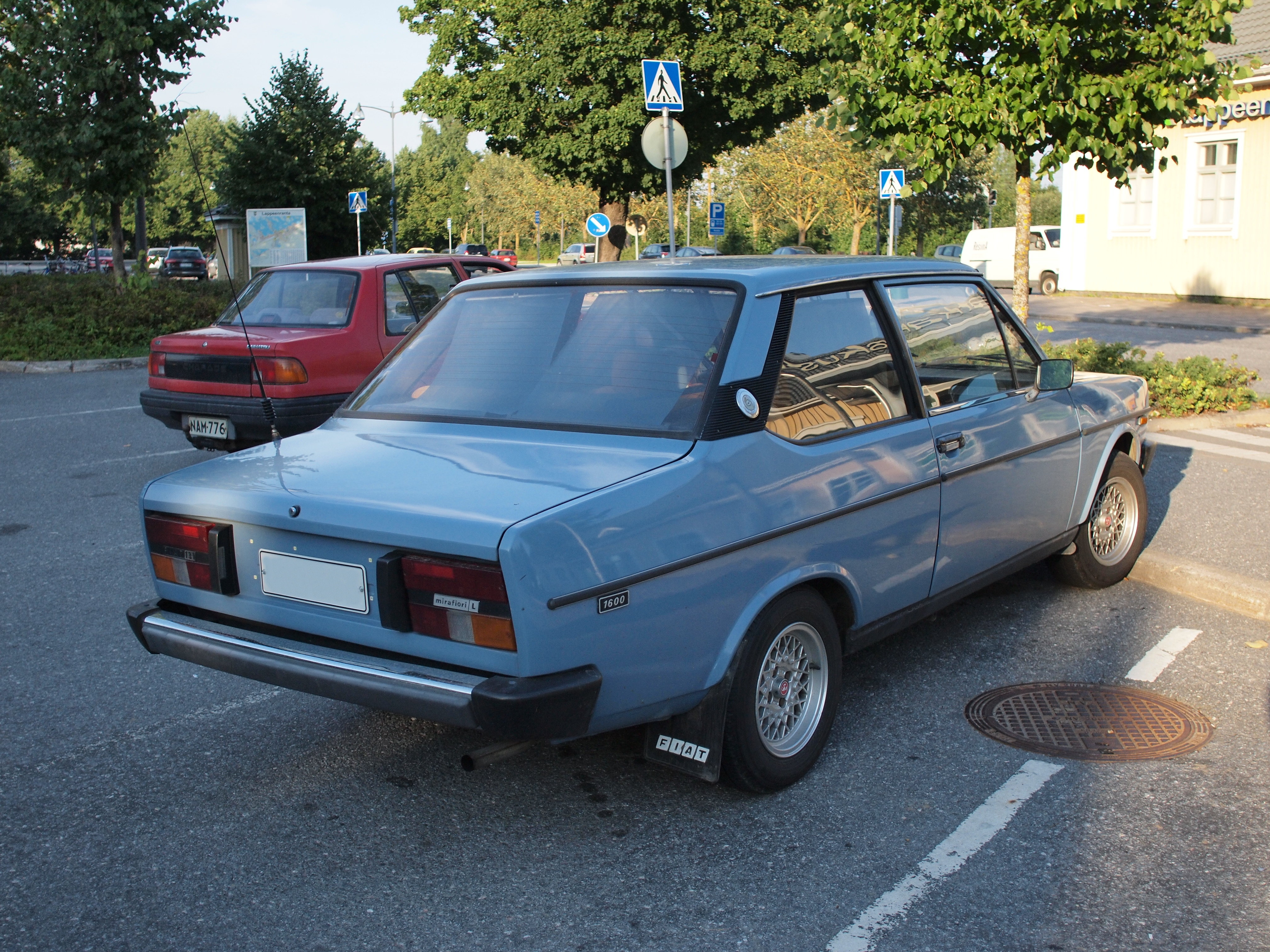
Fiat 131 Mirafiori L 2 portes (vue arrière 2e série)

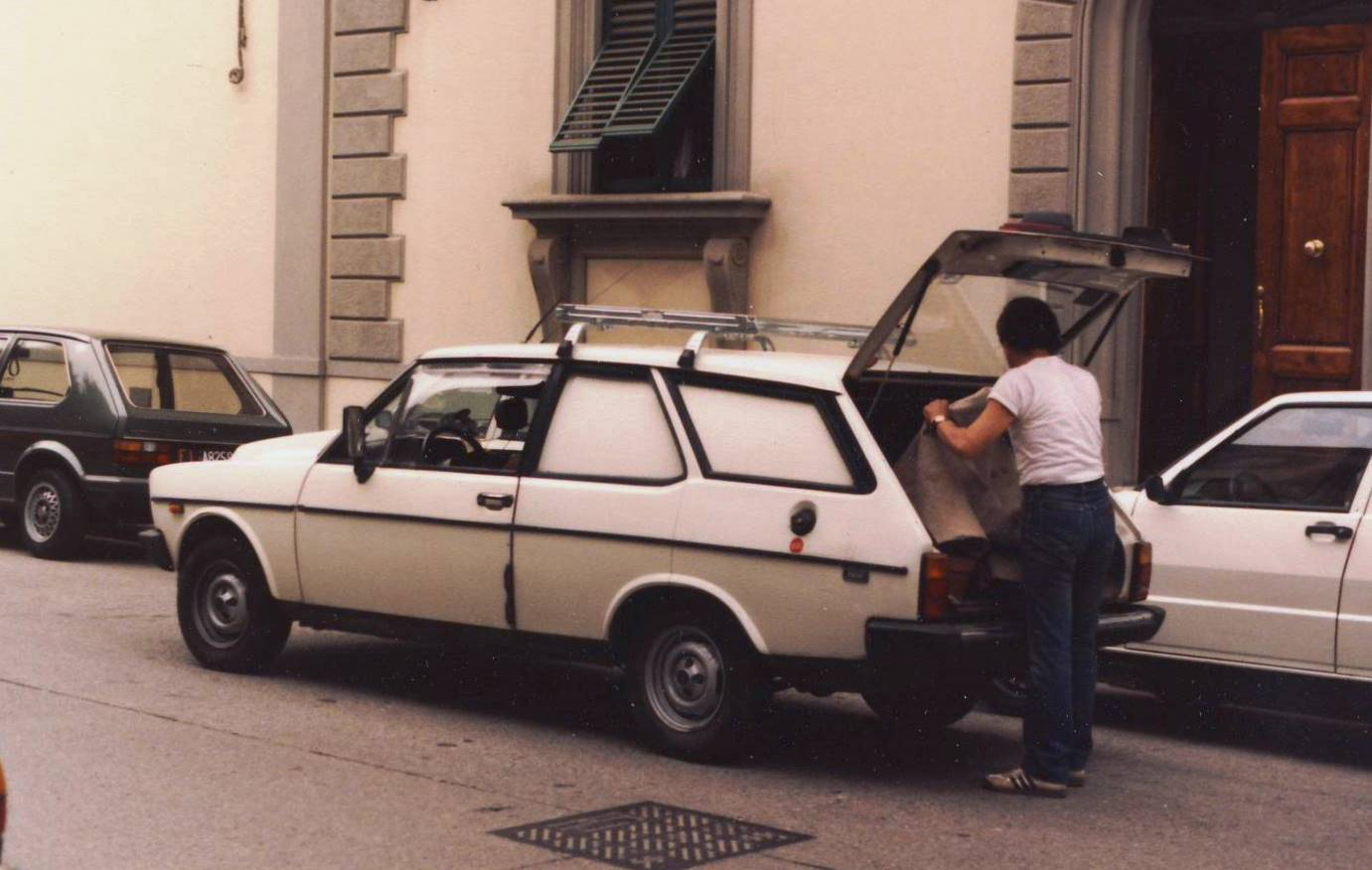
Fiat 131 Marengo

### La2esérie
En 1978, Fiat apporte quelques retouches à la 131. L'avant reçoit de grands phares rectangulaires et une nouvelle calandre, le capot est lisse sans aucune nervure, les feux arrière sont agrandis et intégrés à la carrosserie. L'habitacle est entièrement revu avec la généralisation du niveau de finition des versions 2 litres. Les conséquences du choc pétrolier s'étant atténuées, Fiat lance de nouveaux moteurs à double arbre à cames en tête pour équiper les versions SuperMirafiori.
La gamme s'étoffe avec les versions 131 Mirafiori L et CL, dotées de gros pare-chocs en inox avec une bande de caoutchouc, un équipement relativement complet, un peu plus riche que sur les précédentes versions de base. On note aussi de nouvelles motorisations (simple arbre à cames) de 1 301 cm3, pour mieux tirer parti des règles fiscales de certains pays, le 1 585 cm3 ou encore les tous nouveaux moteurs Diesel, produits par la filiale Fiat-SOFIM à Foggia : un 1 995 cm3 et 2 445 cm3 développant respectivement 60 et 72 ch. 
Les modèles 131 SuperMirafiori intègrent des pare-chocs en résine, des jantes en alliage représentant un trèfle à 4 feuilles, reprises sur toute la gamme Fiat, des appuie-têtes également aux places arrière, une finition de luxe et une boîte 5 vitesses de série. 
Les motorisations sont des 4 cylindres essence à double arbre à cames de 1 301 cm3 développant 78 ch DIN, 1 585 cm3 de 96 ch DIN, ou bien le nouveau Diesel de 2 445 cm3, version reconnaissable à son capot bossé et à ses doubles optiques rondes. Comme pour la première série, la gamme « 131 Mirafiori et SuperMirafiori » comprend une version break, appelée Panorama. Une déclinaison utilitaire en sera extrapolée, le 131 Marengo, aux portières arrière soudées (équivalent d'une version « entreprise » en France), offrant des avantages fiscaux dans certains pays.
C'est également avec cette 2e série que la version sportive "131 Racing" fait son apparition, équipée d'un moteur essence de 1 995 cm3 développant 115 Ch DIN. Une variante "131 Racing Corsa" est aussi produite pour l'écurie Fiat Corse.
Fiat 131 Berline 2 portes
- 1300 Mirafiori CL - 1 301 cm3, 65 ch, 150 km/h
- 1600 Mirafiori CL - 1 585 cm3, 75 ch, 160 km/h
- 131 Racing 2000/TC - 1 995 cm3, 115 ch, 180 km/h
- 131 Racing Volumetrico Abarth - 1 995 cm3, 140 ch, 190 km/h.

Fiat 131 Berline 4 portes
- 1300 Mirafiori L / Mirafiori CL - 1 301 cm3, 65 ch, 150 km/h
- 1600 Mirafiori CL - 1 585 cm3, 75 ch, 160 km/h
- SuperMirafiori 1300/TC - 1 301 cm3, 78 ch, 160 km/h – 82 ch après 1980
- SuperMirafiori 1600/TC - 1 585 cm3, 96 ch, 170 km/h – 98 ch après 1980
- 2000 Mirafiori L / CL D (diesel )1 995 cm3, 60 ch, 140 km/h
- 2500 Mirafiori CL D (diesel )- 2 445 cm3, 72 ch, 150 km/h
- 2500 SuperMirafiori D (diesel )- 2 445 cm3, 72 ch, 150 km/h.

Fiat 131 Panorama
- 1300 Mirafiori L / Mirafiori CL - 1 301 cm2, 65 ch, 150 km/h
- 1600 Mirafiori CL - 1 585 cm3, 75 ch, 160 km/h
- SuperMirafiori 1600/TC - 1 585 cm3, 96 ch, 170 km/h - 98 ch après 1980
- 2000 Mirafiori L D / Mirafiori CL D - 1 995 cm3, 60 ch, 140 km/h
- 2500 Mirafiori CL D (diesel)- 2 445 cm3, 72 ch, 150 km/h
- 2500 SuperMirafiori D - 2 445 cm3, 72 ch, 150 km/h.

Fiat 131 Marengo
c'est la nouvelle dénomination de la version utilitaire de la 131 Commerciale
- essence : 1.585 cm3,
- diesel : 1.995 cm3,
- diesel : 2.445 cm3.

### La3esérie

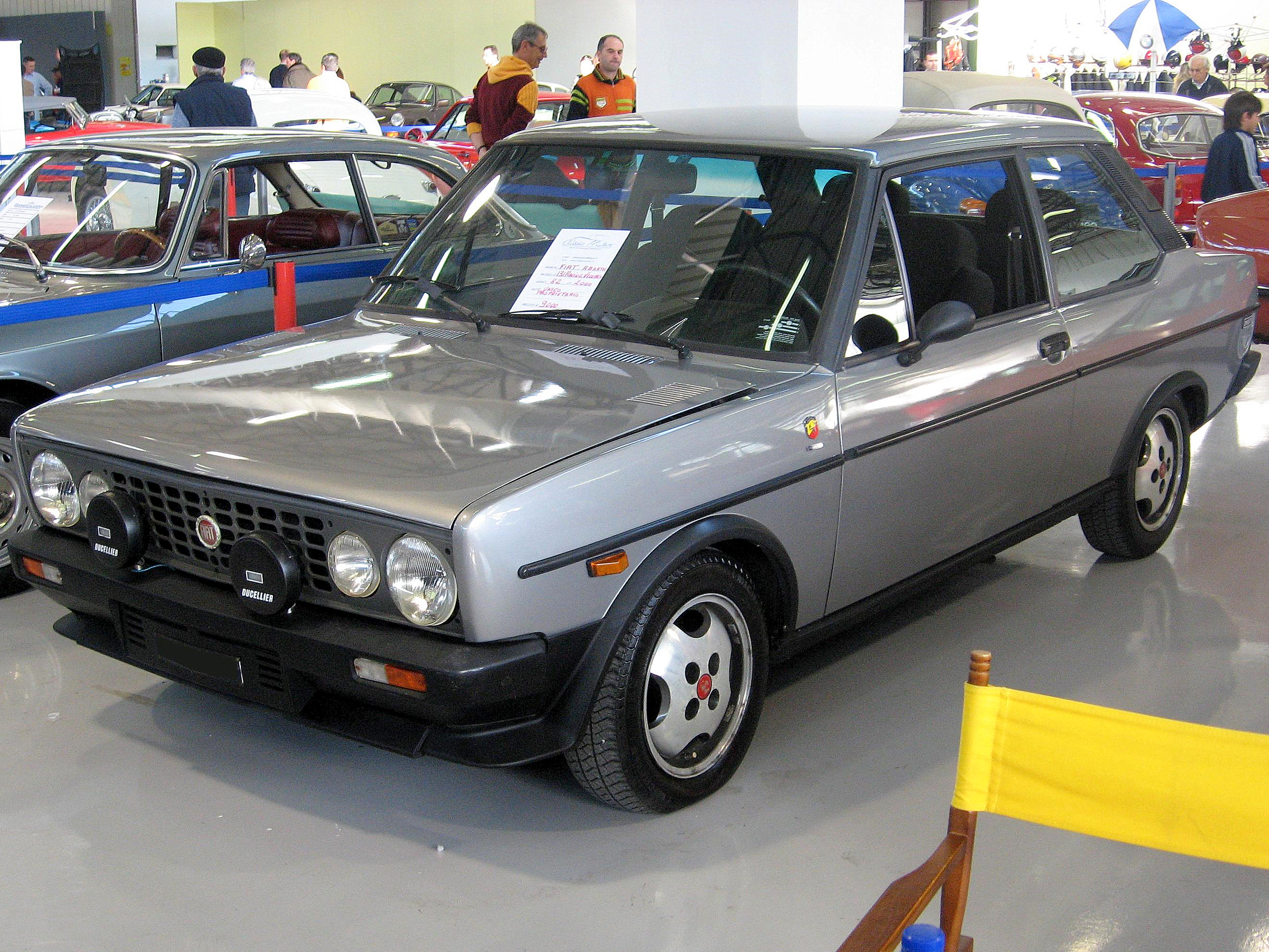
Fiat 131 Racing

En 1981, Fiat lance la troisième série de la 131. Les seuls changements concernent les pare-chocs et les feux arrière pour l'extérieur, mais, une fois de plus, tout l'habitacle est revu. La version SuperMirafiori reçoit de nouvelles jantes alliage. Seule la finition Mirafiori CL est maintenue, la L et les 2 portes disparaissant du catalogue. 
Les motorisations à arbre à cames latéral sont remplacées par de nouveaux moteurs à arbre à cames en tête de 1 367 cm3, en configuration arbre simple de 70 Ch DIN, ou double arbre de 75 ch DIN (la puissance de ce dernier est volontairement abaissée, toujours pour des raisons fiscales sur certains marchés). Le 1600 développe maintenant 85 ch DIN, y compris la version à boîte automatique 3 vitesses, le "double arbre" passant, lui, à 97 ch DIN. Enfin, au sommet de la gamme, un nouveau moteur double arbre à consonance sportive fait son apparition sur la 131 SuperMirafiori 2000 TC : 1 995 cm3, 113 ch DIN, 180 km/h. 
Les versions SW Panorama sont proposées uniquement avec les motorisations : 1600 Mirafiori CL essence et 2500 Supermirafiori Diesel.

### La fin de la Fiat 131
En 1982, Fiat a produit une série spéciale, la 131 Supermirafiori Volumetrica 2000/TC, avec une carrosserie à 4 portes, développant 140 ch DIN et portant le logo Abarth.
En 1983, après l'arrivée de la nouvelle Fiat Regata, la 131 berline est arrêtée. Le break, appelé 131 Maratea, est produit jusqu'en 1985. Par rapport aux versions SW Panorama, la Maratea n'est disponible qu'avec les moteurs essence 2000/TC de 113 ch DIN et diesel 2500 SuperMirafiori D de 72 ch DIN, avec une finition haut de gamme et un équipement des plus complets. 
La Fiat 131 Maratea a été remplacée, en 1985, par la Fiat Regata Weekend (break).

## La Fiat 131 Abarth

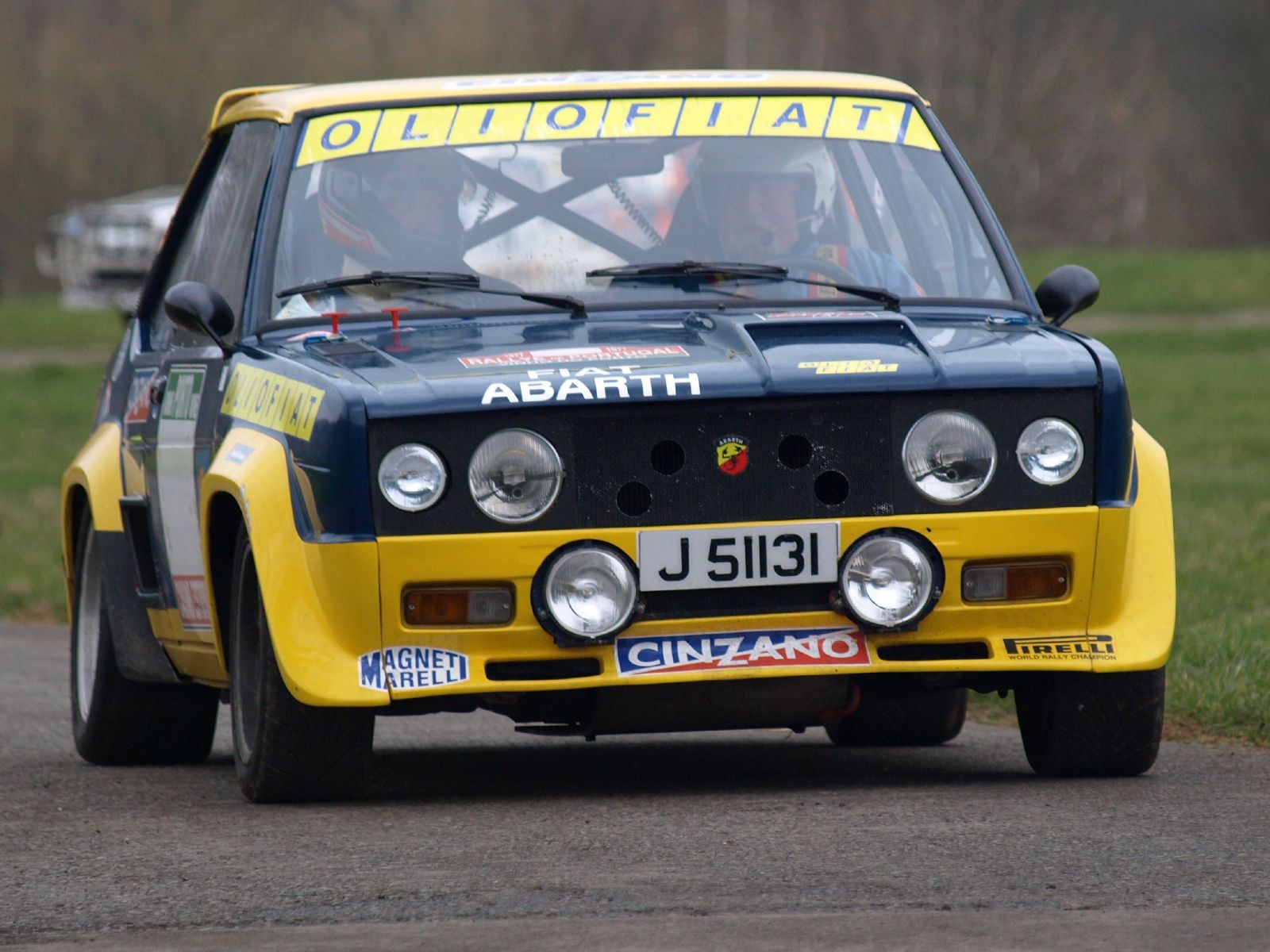
Fiat 131 Abarth

C'est en 1976 que Fiat présente la 131 Abarth Rally pour succéder à la 124 Abarth Rally, et dont il fallait produire au moins 500 exemplaires de série pour être homologuée au Championnat du monde des rallyes. La Fiat 131 remportera ce dernier à 3 reprises, en 1977, 1978 et 1980. En 1981, Adartico Vudafieri obtient également le titre européen à son volant, après avoir été champion d'Italie – toujours avec elle – en 1980 (et 2e en 1979). Entre 1979 et 1981, Vudafieri compte à son actif 11 victoires retenues dans l'épreuve continentale: 1979: Rallye Targa Florio (Pasutti l'année suivante) et Ciocco e Valle del Serchio; 1980 Isola Elba, Ciocco e Valle del Serchio (Bettega l'année suivante), Madère et Saint-Marin; 1981 Isola d'Elba, Costa Brava, RACE d'Espagne, Bulgarie et Halkidiki (Grèce). Antonio Zanini a été quant à lui champion d'Espagne en 1978 sur SEAT 131 Abarth, et vice-champion d'Europe l'année suivante : victoires continentales retenues à Pologne 1978 et 1979, Catalogne 1978, Costa Brava 1979 et Bulgarie 1979.
Elle s'est illustrée à de multiples reprises dans les compétitions d'Europe centrale, comme en témoignent les cinq titres obtenus en six ans dans la Coupe Mitropa, en 1978, 1979, 1981, 1982 et 1983, respectivement avec les pilotes italiens Fusaro, Battistolli, Pasetti, Corradin et Ceccato.
Construite sur la base de la « 131 2 portes » 1re série, avec tous les allègements possibles, la 131 Abarth Rally ne disposait pas de pare-chocs et avait des passages de roues passablement élargis, ainsi que des spoilers et des prises d'air supplémentaires, comme toute voiture de rallye.
Le moteur était un Fiat 4 cylindres de 1 995 cm3 retravaillé par Abarth, développant 140 ch DIN dans sa version routière (alimentée par un carburateur double corps) mais passant à 235 ch DIN dans sa version course, équipée de 16 soupapes et de l'injection mécanique. La suspension arrière était indépendante, en lieu et place de l'essieu rigide de la berline de base. Le coffre, les spoilers et les passages de roues étaient en résine, les portières et le toit en aluminium.

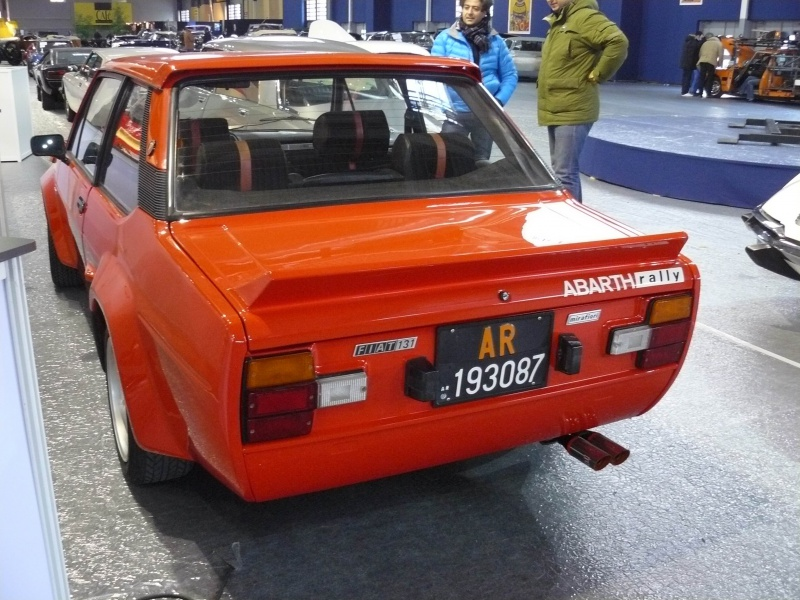
Fiat 131 Abarth civile (1978)

Cette voiture a permis à Fiat d'obtenir 17 victoires en Championnat WRC des constructeurs en 5 saisons (mais simplement 1 en 1976 et 1 en 1979) : Finlande 1976, Portugal 1977, 1978 et 1980, Nouvelle-Zélande 1977, Québec 1977, SanRemo 1977 et 1980, Corse 1977 et 1978, Acropole 1978, Finlande 1978, 1979 et 1980, Québec 1978, Monte-Carlo 1980 (+ Coupe des Dames 1979 et 1980) et Argentine 1980 ; les 8 pilotes suivants participèrent aux épreuves WRC constructeurs avec la 131 Abarth : 1976 Hannu Mikkola, 1977 [Markku Alén, Fulvio Bacchelli, Timo Salonen, Jean-Claude Andruet et Bernard Darniche], 1978 [Markku Alén, Walter Röhrl et Bernard Darniche], 1979 [Markku Alén et Walter Röhrl] et 1980 [Markku Alén, Walter Röhrl, Björn Waldegård et Carlos Reutemann].
Sur la même base mécanique et carrosserie, Abarth a également préparé deux autres prototypes : la 031 avec le moteur V6 de la Fiat 130 et la 035 avec moteur 2 litres 16 soupapes, suralimenté par compresseur volumétrique. Ce moteur sera utilisé plus tard sur la Lancia Rally 037. Giorgio Pianta et Bruno Scabini ont remporté aussi le Tour d'Italie automobile au volant d'une Fiat 131 Abarth SE 031, en 1975.

## Les Fiat 131 produites à l'étranger

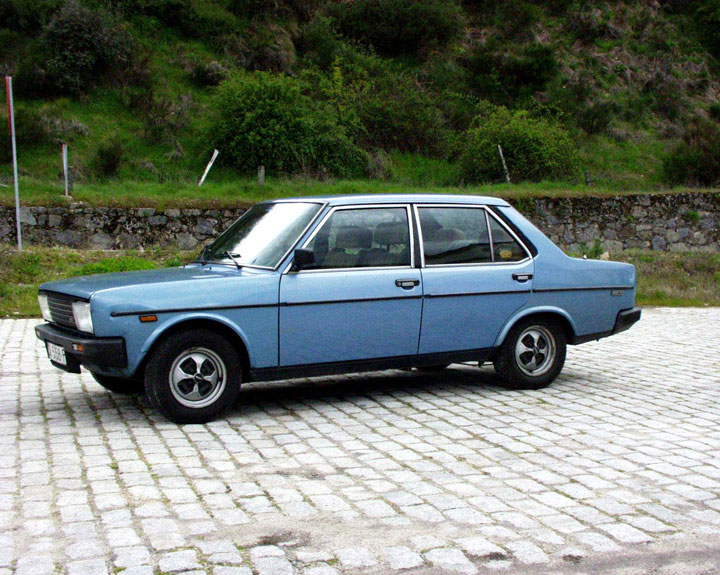
SEAT 131 SuperMirafiori (2e série 1980)

- Espagne : la SEAT 131 a été produite par la filiale espagnole SEAT, de 1975 à 1984, dans ses trois versions. 412 948 exemplaires SEAT 131 et 131 SuperMirafiori ont été fabriquées dans les carrosseries 4 portes et Familiale, dans l'usine de la Zona Franca de Barcelone. Contrairement aux modèles italiens, les SEAT sont équipées des anciens moteurs 1 438 cm3 de la Seat 124 et les 1 592 cm3 et 1 995 cm3 de la SEAT 132. Les deux moteurs diesel qui équiperont la 3e série sont, par contre, importés d'Italie.

- Turquie : la Fiat 131 a été produite par la filiale turque de Fiat, Tofaş, dans l'usine de Bursa. Avec plusieurs restylages, elle perdura dans ce pays jusqu'en mai 2008. Les Tofaş 131 Şahin (berline) et Kartal (Familiale) ont également été exportées en CKD et assemblées par la filiale égyptienne de Fiat El Nasr à partir de 1991, et par la société éthiopienne Holland Car à partir de 2006, à la cadence de 5 000 exemplaires par an. Au total, 1 257 651 Tofaş 131 ont été produites en Turquie.

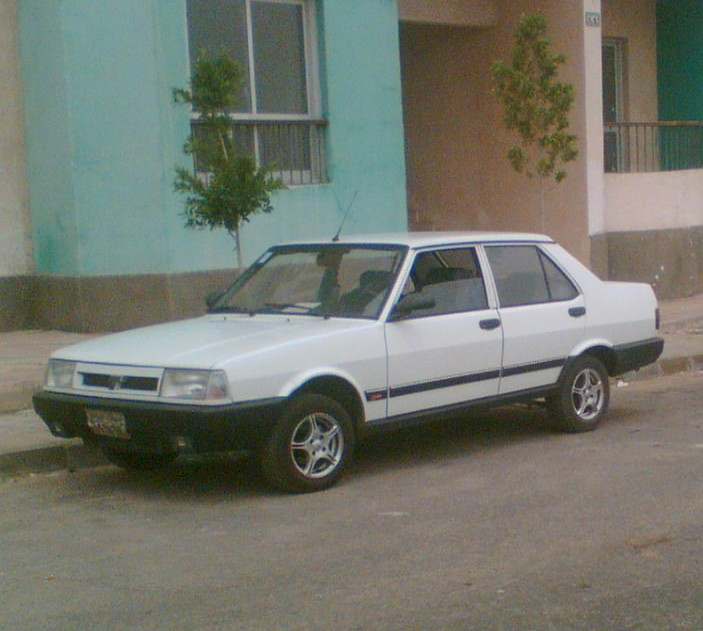
Fiat-Tofaş 131 Sahin (4e série 2002)

- Pologne : 3 102 Fiat 131P ont été assemblées en CKD par la filiale Fiat-Polski. Tout comme la Fiat 132P, ces voitures haut de gamme étaient destinées aux ministères et hauts fonctionnaires de l'État.

La Fiat 131 a également été assemblée en CKD dans de nombreux autres pays :
- Costa Rica, par S.A.V.A. ;
- Égypte, en CKD en provenance de Turquie, par El Nasr à partir de 1991 ;
- Éthiopie, en CKD en provenance de Turquie, par Holland Car à partir de 2006, à 5 000 exemplaires par an ;
- Indonésie, par Daha Motors à Jakarta ;
- Maroc, par SOMACA à Casablanca ;
- Portugal, par Fiat Portuguesa Sarl et Somave Sarl à Lisbonne ;
- Singapour par Sharikat Fiat Distributors ;
- Thaïlande, par Karnasuta General Assembly Co. à Bangkok ;
- Venezuela, par FIAV C.A. à Caracas ;
- Zambie, par Livingstone Motor Assemblers Ltd à Lusaka.

## La SEAT 131
La SEAT 131 est une voiture de tourisme, clone de la Fiat 131 Mirafiori, produite sous licence par SEAT, la filiale espagnole du groupe italien Fiat, de 1975 à 1984. 412 948 exemplaires ont été produits et commercialisés sous la marque SEAT, sans compter les unités produites et exportées pour le compte de Fiat et TOFAŞ.

### Histoire
La SEAT 131 a été présentée officiellement au Salon de l'automobile de Barcelone en mai 1975, quelques mois à peine après celle de la Fiat 131 Mirafiori au Salon de l'automobile de Turin en automne 1974. La SEAT 131 a immédiatement été très bien considérée car il s'agissait d'une voiture élégante, fiable et très moderne qui a marqué sa période dans la gamme SEAT, une voiture très bien adaptée au marché espagnol de l'époque, remplaçante de la SEAT 1430. En 1976, elle reçoit le prix de la Voiture de l'année en Espagne.
Contrairement à la Fiat 131 Mirafiori qui est présentée comme l'évolution de la Fiat 124 qu'elle remplace, équipée de moteurs modernes, moins gourmands en carburant, premier critère dans le choix de la clientèle après la crise pétrolière de 1973, en Espagne, son lancement n'a pas engendré l'arrêt de la commercialisation de la SEAT 124, mais son restylage par Giorgetto Giugiaro et sa mutation en SEAT 124 D Pamplona - inédite chez Fiat - fusion la SEAT 124 avec la 1430. La SEAT 124 Pamplona a été maintenue au catalogue SEAT sur le marché espagnol, en parallèle avec la 131, jusqu'en 1977. Il faut dire que, contrairement aux modèles Fiat italiens, la SEAT 131 partage bon nombre d'éléments mécaniques avec la SEAT 124.
Chez Fiat, la 131 Mirafiori est équipée de nouveaux moteurs à faible consommation dotés d'un arbre à cames en tête de 1297.1301.1357 et 1 585 cm3 et la 131 Supermirafiori de moteurs à double arbre à cames en tête de 1 301 cm3 développant 78 ch DIN, 1 585 cm3 de 96 ch DIN, ou les moteurs Diesel de 1 995 cm3 ou le nouveau 2 445 cm3. La SEAT 131 utilise exclusivement des moteurs et des transmissions des anciennes SEAT 124 et 1430. Le modèle espagnol n'a jamais bénéficié des moteurs essence des versions italiennes.
La gamme SEAT 131 débute avec le 1 438 cm3, qui avait été monté notamment sur les Fiat 124 Special, Fiat 124 Coupé, Autobianchi A111 et SEAT 1430 des années 1960. La version 131 break 5 portes "Familiar" apparaît en 1976. Le premier moteur diesel n'apparaît qu'avec la 2e génération en septembre 1978, équipée d'un moteur Perkins ED 4.108 de 1 760 cm3 développant 49 Ch DIN. Ce modèle était une version usine pour contrer les kits de transformation des modèles essence montés par certains ateliers pour les professionnels qui utilisaient la SEAT 131 dans un usage professionnel et faisaient monter des moteurs Perkins, Barreiros, Mercedes-Benz et surtout SAVA. Jusqu'alors, SEAT ne proposait un moteur diesel que pour la « grande SEAT », la SEAT 1500. SEAT a proposé, avec la 3e série, les moteurs Fiat-SOFIM 8140.61 que Fiat proposait depuis l'origine sur les Fiat 131 Mirafiori et SuperMirafiori et Fiat 132, 2.0 et 2.5 Diesel.
Après la séparation entre SEAT S.A. et FIAT S.p.A. en 1982, la SEAT 131 Mirafiori a continué à être fabriquée jusqu'en 1984 avant d'être remplacée par la SEAT Malaga, bien qu'appartenant à un segment inférieur. La Malaga reposait sur la plate-forme de la Fiat Ritmo/Seat Ronda, un modèle à traction avant succédant à la Fiat 128, alors qu'en Italie, Fiat disposait de la Fiat Regata, véritable remplaçante de la Fiat 131.
Sur le marché espagnol, toujours fermé avec des tarifs douaniers dissuasifs sur les véhicules importés, la disparition de la SEAT 132 en 1980 a fait de la 131, avec ses moteurs puissants et ses équipements complets, la « grande SEAT ». Elle se trouvait en concurrence avec les autres voitures fabriquées localement, (le marché espagnol étant toujours fermé aux importations), la Chrysler 150 (avec une carrosserie à hayon très peu appréciée en Espagne à l'époque), la classique Renault 18 ou même la Peugeot 505, lancée en 1980 (très chère et très peu vendue), laissant un vide important sur le marché lorsque sa fabrication a été arrêtée en 1984.

#### 1resérie(1975-78)

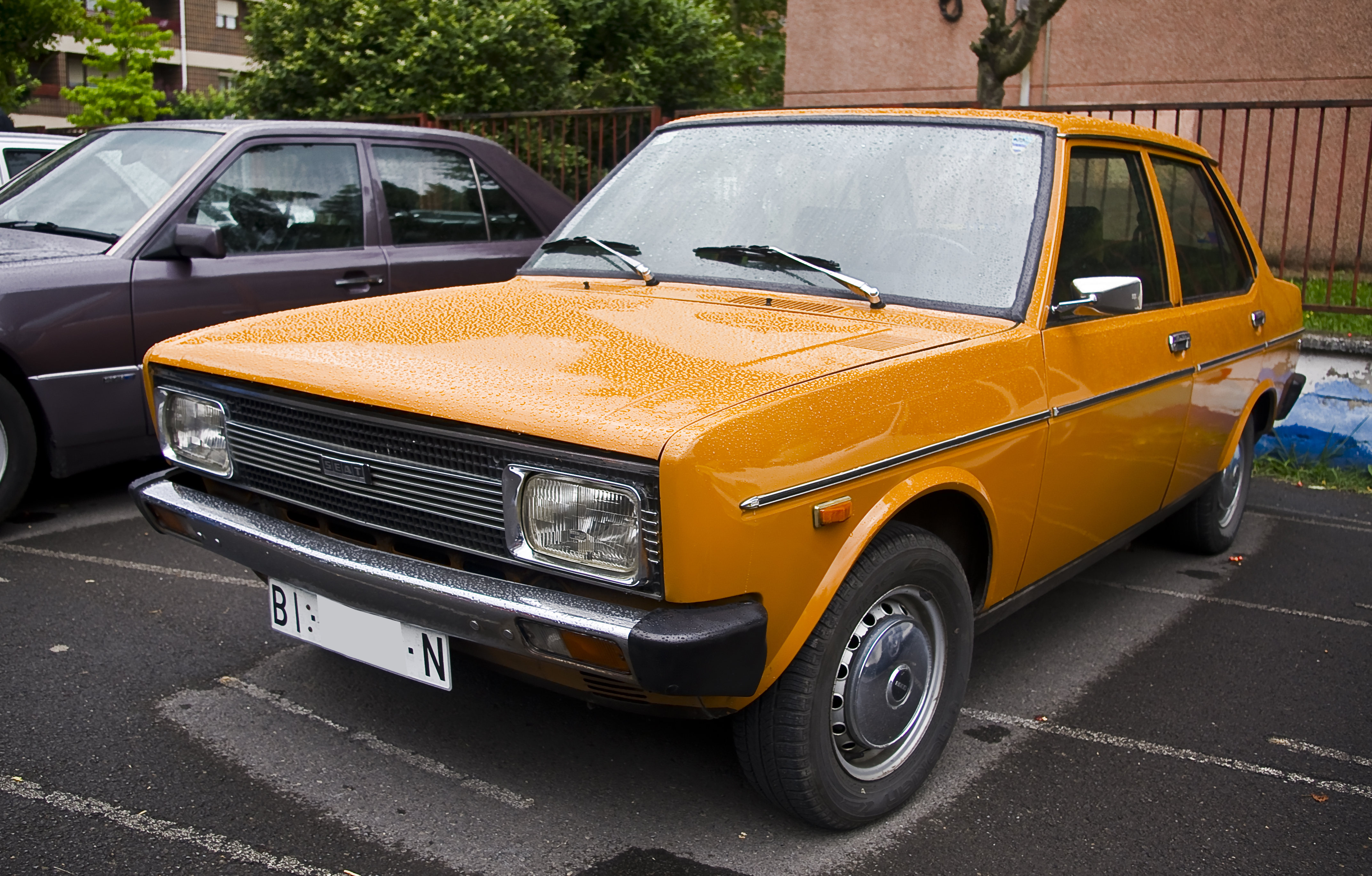
SEAT 131 L 1430 (1re série)

Contrairement à la Fiat 131 Mirafiori italienne, la SEAT 131 1re série n'a jamais porté le nom de Mirafiori. Elle est proposée dans les finitions L, E & CLX berline 4 portes et break familiale (Familiar) L & E 5 portes.
La gamme comprend :
- JA 00 & 04 - 1438 cm3 en finition L « Luxe », version de base berline et break avec boîte de vitesses à 4 rapports, calandre avec 5 barres chromées et 2 grands phares rectangulaires, pare-chocs chromés avec clignotants et feux de position intégrés, sièges revêtus de tissu anti-taches,
- JA 40 - 1592 cm3 - berline et break en finitions L, E pour "Especial", similaire à la 131 Special Mirafiori italienne et (JD) Automatic GM à 3 rapports, équipée d'un moteur à 2 arbres à cames en tête, une boîte de vitesses à 5 rapports de la SEAT 132, calandre avec 5 barres chromées et 4 petits phares ronds intégrés dans la calandre, chromes autour des portières, du pare-brise et la lunette arrière, sellerie en velours, appuie-têtes et vitres teintées, climatisation en option, pare-chocs chromés avec bande de caoutchouc avec clignotants et feux de position intégrés,
- JX - 1756 cm3 berline en finition CLX, moteur à 2 arbres à cames en tête et boîte de vitesses à 5 rapports de la SEAT 132 avec allumage électronique, moteur plus silencieux, plus élastique et plus doux dans ses réactions. Version haut de gamme avec un niveau de finition luxueux avec un équipement complet de série, sans options.

La carrosserie reçoit une bande de caoutchouc sur les flancs, à mi hauteur entre le bas de caisse et le pli latéral. 

#### 2esérie(1978-81)

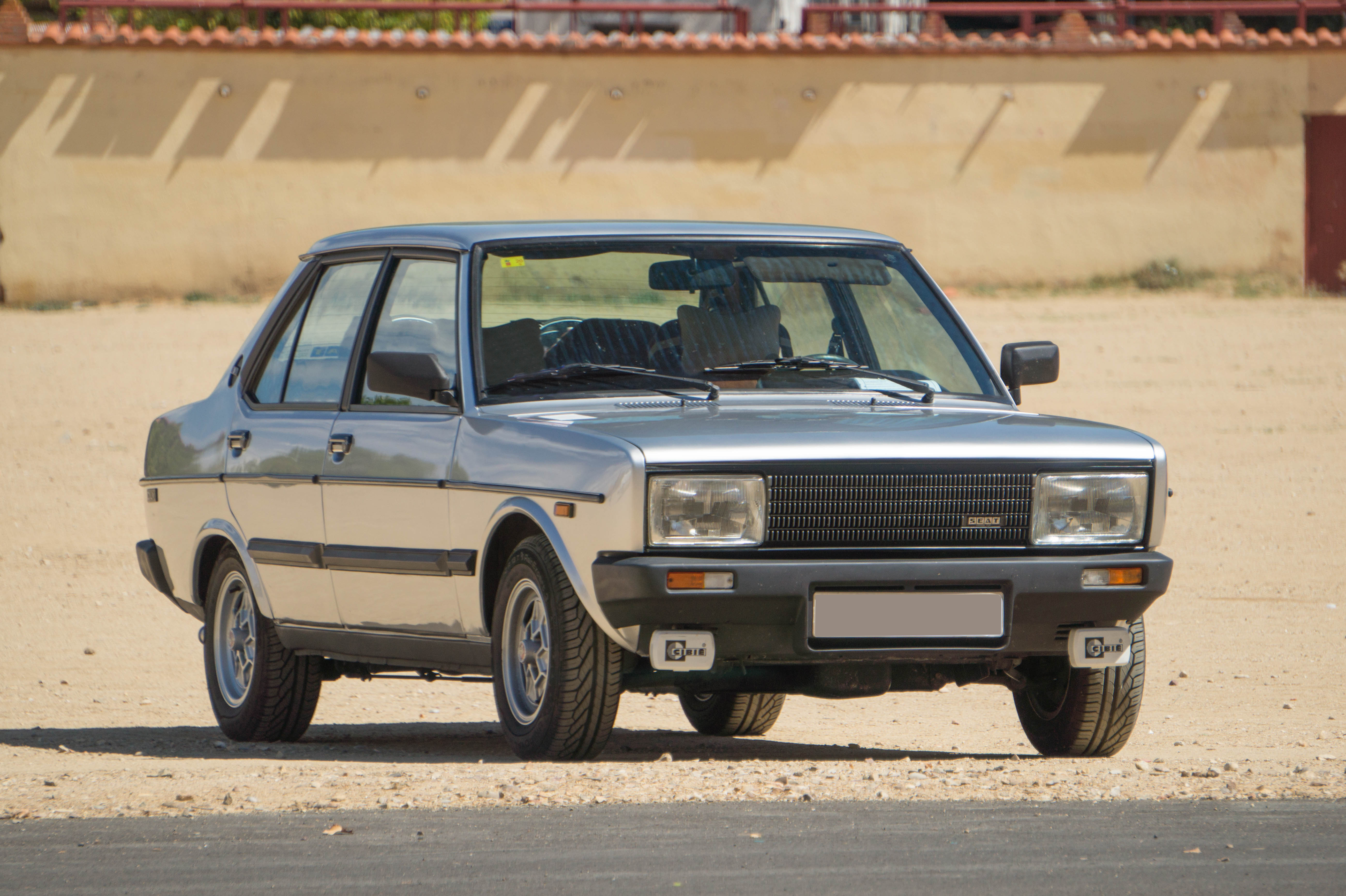
SEAT 131 Supermirafiori CLX

La SEAT 131 2e série a été lancée en 1978 quelques semaines après celle de Fiat. Elle reprend les mêmes modifications que la Fiat 131 Mirafiori italienne mais avec seulement 2 niveaux de finition :
- Mirafiori L, conserve l'équipement de la série précédente avec quelques retouches au tableau de bord,
- Supermirafiori et CLX, traitement de l'habitacle entièrement revu d'un niveau luxueux : nouveau volant mono-branche, un tableau de bord éclairé par fibres optiques, nouveau système de climatisation intégrant des bouches d'aération aux pieds et des vitres avant électriques sécurisées, spots d'éclairage individuels à l'arrière. Les idéogrammes sur les interrupteurs utilisent la fibre optique, de nouveaux sièges avec 5 appuie-têtes, accoudoir central arrière et de nouveaux panneaux de porte assortis aux sièges.

Les moteurs restent les mêmes. En 1979, la gamme s'enrichit d'une version diesel équipée du moteur Perkins ED 4.108, 1,8 litres développant 49 Ch DIN qui est remplacé, avec la 3e série de 1981, par 2 nouveaux moteurs Fiat-SOFIM de 2,0 & 2,5 litres beaucoup plus puissants (60 & 72 ch contre seulement 49 ch). La SEAT 131 Diesel sera le taxi le plus courant et apprécié d'Espagne, juste après le fameux taxi SEAT 1500 des années 1960.

Contrairement à la Fiat 131 qui ne montait que des moteurs puissants dans sa finition haut de gamme Supermirafiori, la SEAT 131 a proposé également le moteur mono-arbre à cames de 1 438 cm3 en entrée de gamme.
Selon la presse espagnole de l'époque, la SEAT 131 était une voiture parfaite, ce qui en faisait un modèle sans concurrence possible dans sa catégorie.
La gamme se compose de :
- SEAT 131 Mirafiori L et break 5 Portes L 1430
- SEAT 131 Supermirafiori CL et break 5 portes CL 1430
- SEAT 131 Supermirafiori CL et break 5 portes CL 1600
- SEAT 131 Supermirafiori 1600 Climatisée
- SEAT 131 Supermirafiori 1600 Automatique
- SEAT 131 Supermirafiori CLX 2000
- SEAT 131 Mirafiori Diesel L 1800 (Perkins)
- SEAT 131 Mirafiori Diesel L et break 5P 2000 (Sofim)
- SEAT 131 Supermirafiori Diesel 2000 (Sofim)
- SEAT 131 Supermirafiori Diesel 2500 (Sofim)

#### 3esérie(1981-84)

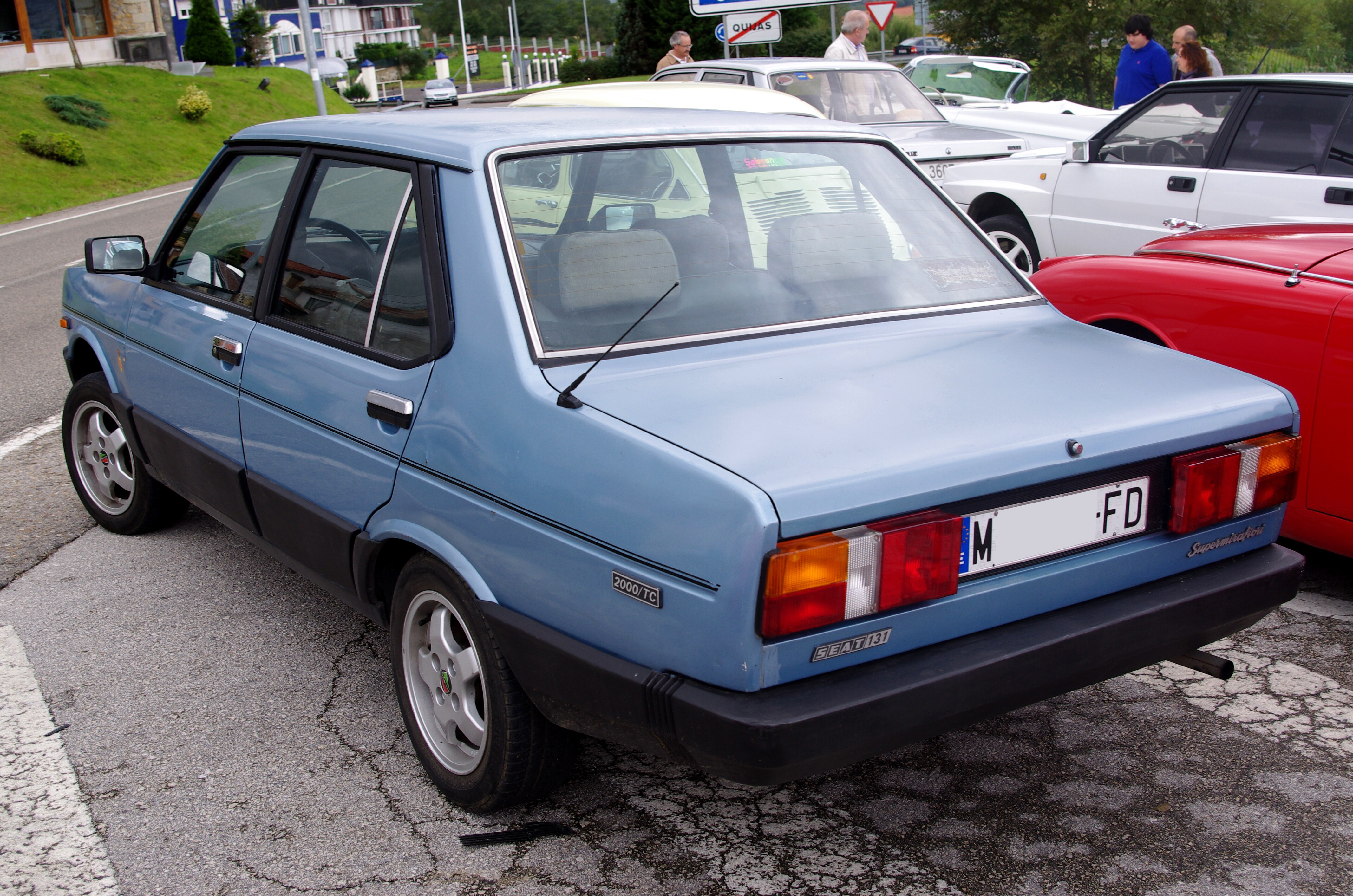
SEAT 131 Supermirafiori (3e Série)

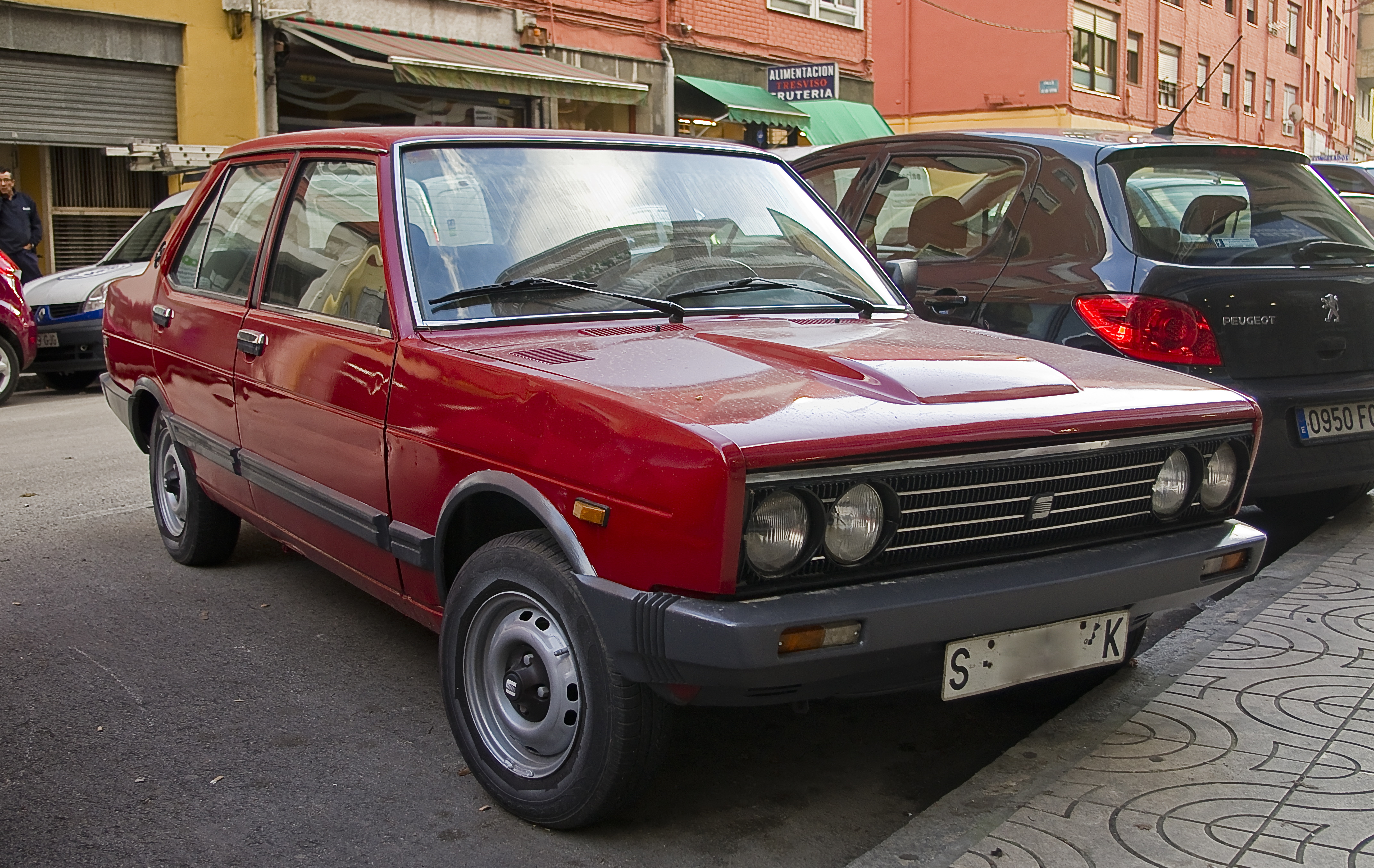
SEAT 131 2500 SOFIM, avec sa bosse sur le capot et ses doubles phares ronds (3e Série)

En 1981, quelques semaines après Fiat en Italie, SEAT lance la 3e génération de la 131 avec les finitions :
- Mirafiori berline et break Panorama CL,
- Supermirafiori berline et break,
- Diplomatic.

Tous les modèles reçoivent un équipement complet qui comprend les vitres électriques, le verrouillage centralisé, la direction assistée et la climatisation qui n'étaient pas présents en série dans le modèles d'entrée de gamme précédents. La carrosserie familiale s'appelle désormais 131 Panorama en finition Mirafiori CL ou Super avec un équipement identique aux 131 Supermirafiori.
Comme sur les Fiat 131, des moulures de protection sont ajoutées aux bas des portes, alignées avec les pare-chocs. Les grands phares rectangulaires à l'avant sont conservés sur les versions à essence, réservant les doubles phares circulaires aux versions 2500 D et Diplomatic plus chères. Les feux arrière changent complètement, devenant proéminents et plus étroits.
En 1982, après la rupture avec Fiat, pour garantir sa survie, SEAT a négocié et signé un « accord de collaboration » afin que le constructeur espagnol devenu indépendant mais sans aucun modèle propre, puisse continuer temporairement à fabriquer et commercialiser les modèles FIAT/SEAT dérivés de la Fiat Panda renommée Marbella en 1986, Fiat 127 rebaptisée Fura, Fiat Ritmo renommée Ronda et la Fiat 131, avec des différences visibles dans "leurs aspects extérieurs". Chaque modèle devait être soumis à un restylage important pour les distinguer sans aucune hésitation avec les Fiat originaux. Comme la Fiat 131 allait atteindre sa fin de vie commerciale en Europe, SEAT a été autorisé à ne développer aucun dérivé, allant indirectement être remplacée par la Seat Málaga, version 4 portes dérivée de la Fiat Ritmo.
| Caractéristiques techniques de la SEAT 131 Mirafiori / SuperMirafiori, |           |                         |                 |                       |                                |                      |                                 |                     |                         |
| Modèle                                                                 | Dates     | Moteur type             | Cylindrée (cm3) | Alésage x course (mm) | Puissance Ch DIN (kW à tr/min) | Couple (Nm à tr/min) | Accélération 0 à 100 km/h (sec) | Vitesse maxi (km/h) | Consommation (l/100 km) |
| 1430 L                                                                 | 1975-1984 | Fiat/SEAT JA Essence    | 1 438           | 80,0 x 71,5           | 76 (55) @ 5 400 tr/min         | 110 @ 3 400 tr/min   | n.d                             | 155                 | 8,8                     |
| 1600 E                                                                 | 1975-1984 | Fiat/SEAT Essence       | 1 592           | 80,0 x 79,2           | 98 (71) @ 6 000 tr/min         | 130 @ 4 000 tr/min   | n.d.                            | 165                 | 9,7                     |
| 1600 L                                                                 | 1975-1978 | Fiat/SEAT Essence       | 1 592           | 80,0 x 79,2           | 90 (66) @ 6 000 tr/min         | 127 @ 4 000 tr/min   | 15,5                            | 160                 | 9,5                     |
| 1600 Automático                                                        | 1977-1981 | Fiat/SEAT Essence       | 1 592           | 80,0 x 79,2           | 95 (70) @ 5 800 tr/min         | 124 @ 3 800 tr/min   | 15,8                            | 155                 | 9,6                     |
| 1800                                                                   | 1978-1979 | Fiat/SEAT Essence       | 1 756           | 84 x 79,2             | 107 (79) @ 6 000 tr/min        | 144 @ 4 000 tr/min   | 14,5                            | 175                 | 9,6                     |
| CLX 2000                                                               | 1980-1981 | Fiat/SEAT Essence       | 1 919           | 84,0 x 86,6           | 109 (82) @ 5 800 tr/min        | 151 @ 3 000 tr/min   | 10,3                            | 180                 | 10,2                    |
| 2000 TC                                                                | 1982-1984 | Fiat/SEAT Essence       | 1 995           | 84 x 90               | 113 (83) à 5 300 tr/min        | 169 @ 3 200 tr/min   | 11,0                            | 175                 | 9,3                     |
| 1800 Diesel                                                            | 1978-1980 | Perkins Diesel ED 4.108 | 1 761           | 79,4 x 88,9           | 49 (36) @ 4 000 tr/min         | 104 @ 2 200 tr/min   | 24                              | 130                 | 8,5                     |
| 1800 Diesel                                                            | 1978-1980 | SAVA Diesel             | 1 795           | 80,2 x 88,9           | 52 (38) @ 4 200 tr/min         | 100 @ 2 000 tr/min   | n.d.                            | 135                 | 8,0                     |
| 2000 Diesel                                                            | 1981-1984 | Fiat-SOFIM Diesel       | 1 995           | 88,0 x 82,0           | 60 (44) @ 4 400 tr/min         | 115 @ 2 300 tr/min   | n.d.                            | 145                 | 7,9                     |
| 2500 Diesel                                                            | 1981-1984 | Fiat-SOFIM Diesel       | 2 445           | 93,0 x 90,0           | 72 (52) @ 4 200 tr/min         | 148 @ 2 300 tr/min   | 18,2                            | 150                 | 8,1                     |

NDR : En Espagne, à cette époque, une disposition fiscale appelée "Sahagún"   appliquait une taxe supplémentaire de 35 % les voitures particulières de plus de 1 920 cm3 d'où, le moteur Fiat 2,0 litres avec une cylindrée ramenée à 1 919,7 cm3.

### La SEAT 131 Competición
SEAT Competición a conçu la SEAT 131 GR.5 pour participer aux compétitions du Groupe 5. La SEAT 131 Gr.5 a été une voiture spéciale au sein de la famille des véhicules de la marque destinés à la compétition, surtout parce qu'elle a été la dernière construite par "SEAT Competition", branche sport du constructeur espagnol qui est restée en activité jusqu'en 1980.

#### Caractéristiques techniques de la  SEAT 131 Gr.5
- Moteur : 4 cylindres en ligne, bloc en fonte avec culasse en alliage léger, vilebrequin sur 5 supports, refroidissement par eau, cylindrée : 2 090 cm3, injection mécanique Kugelfisher, pompe à essence électrique, puissance maximale : 235 Ch DIN à 8.000 tr/min, couple : 159 Nm à 5.200 tr/min.
- Transmission : propulsion, boîte de vitesses à 5 rapports avec pont autobloquant ZF réglé à 75 %.
- Châssis : suspension AV à roues indépendantes type McPherson, ressorts, amortisseurs à gaz et barre stabilisatrice. Suspension AR : essieu rigide renforcé, ressorts hélicoïdaux, bras longitudinaux et amortisseurs à gaz télescopiques Junior. Freins : 4 disques ventilés AV & AR avec étriers à quatre cylindres. Pneus : slick 24/53/13 ou 24/55/13. Carrosserie : monocoque autoporteuse avec arceau de sécurité en acier et aileron arrière. Poids à vide : 852 kg.

#### Les différentes versions
- SEAT 131 Abarth Gr.4
- SEAT 131 Proto Repsol
- SEAT 131- 1800 Racc -  La SEAT 131 1800 de 1978 était utilisée comme véhicule "0" dans les courses organisées par le RACC

Après avoir longtemps concouru en compétition en Espagne jusqu'en 1977 avec une SEAT 124-1800 Proto, une des voitures les plus spectaculaires restée en mémoire des jeunes espagnols de l'époque, c'est avec la SEAT 131 Gr.5 que le consytruvteur espagnol a surtout participé au Championnat d'Espagne des rallyes de la fin des années 1970, alors qu'à la même époque c'était la Fiat 131 Abarth qui était alignée en compétition à l'étranger où elle a remporté toutes les courses depuis 1972. Une SEAT 131 Abarth a été engagée au Rallye de Monte Carlo 1977. En 1979, Fiat a mis sa logistique au service de SEAT pour que laisser la voie libre aux pilotes maison Zanini et Cañellas au Championnat d'Europe des Rallyes, avant d'engager la Lancia 037. En 1981, la Fédération espagnole a modifié le règlement du Championnat de vitesse et a interdit le Groupe 5 ; ce fut la fin de la carrière de la SEAT 131 Gr.5.

### La SEAT 131 Compresseur
En 1981, SEAT envisage la possibilité de lancer une version de la berline 131 équipée d'un compresseur volumétrique, comme Fiat l'avait fait en Italie avec la version 131 Abarth 2000 Volumetrica. SEAT n'en a construit que 2 exemplaires qui ont été alignés en  compétition. La base reposait sur la SEAT 131 2000 TC, équipée du moteur FIAT de 1 995 cm1243, dont la marque espagnole a profité, suralimenté par le compresseur volumétrique déjà utilisé sur les Lancia Beta 2000 Volumex et Montecarlo Rallye. Si Renault essayait laborieusement de mettre au point un moteur suralimenté par turbocompresseur sans qu'il ne casse après quelques heures d'utilisation, Fiat a choisi le compresseur volumétrique, développé il y a bien longtemps pour la compétition dans l'industrie automobile, qui permet de transformer des moteurs fiables et robustes à quatre cylindres en véritables armes de compétition. Le moteur Fiat 2,0 Volumex développait 141 Ch DIN à 3 800 tr/min, soit 27 Ch de plus que le moteur d'origine à 5 500 tr/min. Esthétiquement, les 2 SEAT 131 Volumex étaient équipées de jantes Targa dorées.

## La Fiat 131 au cinéma
La Fiat 131 a été utilisée dans de très nombreux films italiens et étrangers, notamment :

### Films italiens
- Zucchero, miele e peperoncino
- Culo e camicia
- Bianco, rosso e Verdone
- Il ragazzo di campagna
- Compagni di scuola
- Delitto sull'autostrada
- Io so che tu sai che io so, avec Alberto Sordi et Monica Vitti

### Films étrangers
- Morts suspectes (Coma), film américain de Michael Crichton, thriller médical sorti en 1978 avec Geneviève Bujold et Michael Douglas.
- Le Professionnel, film d'action français de Georges Lautner sorti en 1981 avec Jean-Paul Belmondo, Robert Hossein et Bernard-Pierre Donnadieu.
- dans la série américaine Chips.